# Коаста Хенциј (Алба)
Коаста Хенциј (рум. Coasta Henții) насеље је у Румунији у округу Алба у општини Рошија Монтана. Oпштина се налази на надморској висини од 570 m.

## Становништво
Према подацима из 2002. године у насељу је живело 113 становника, од којих су сви румунске националности.